# Konserthuset

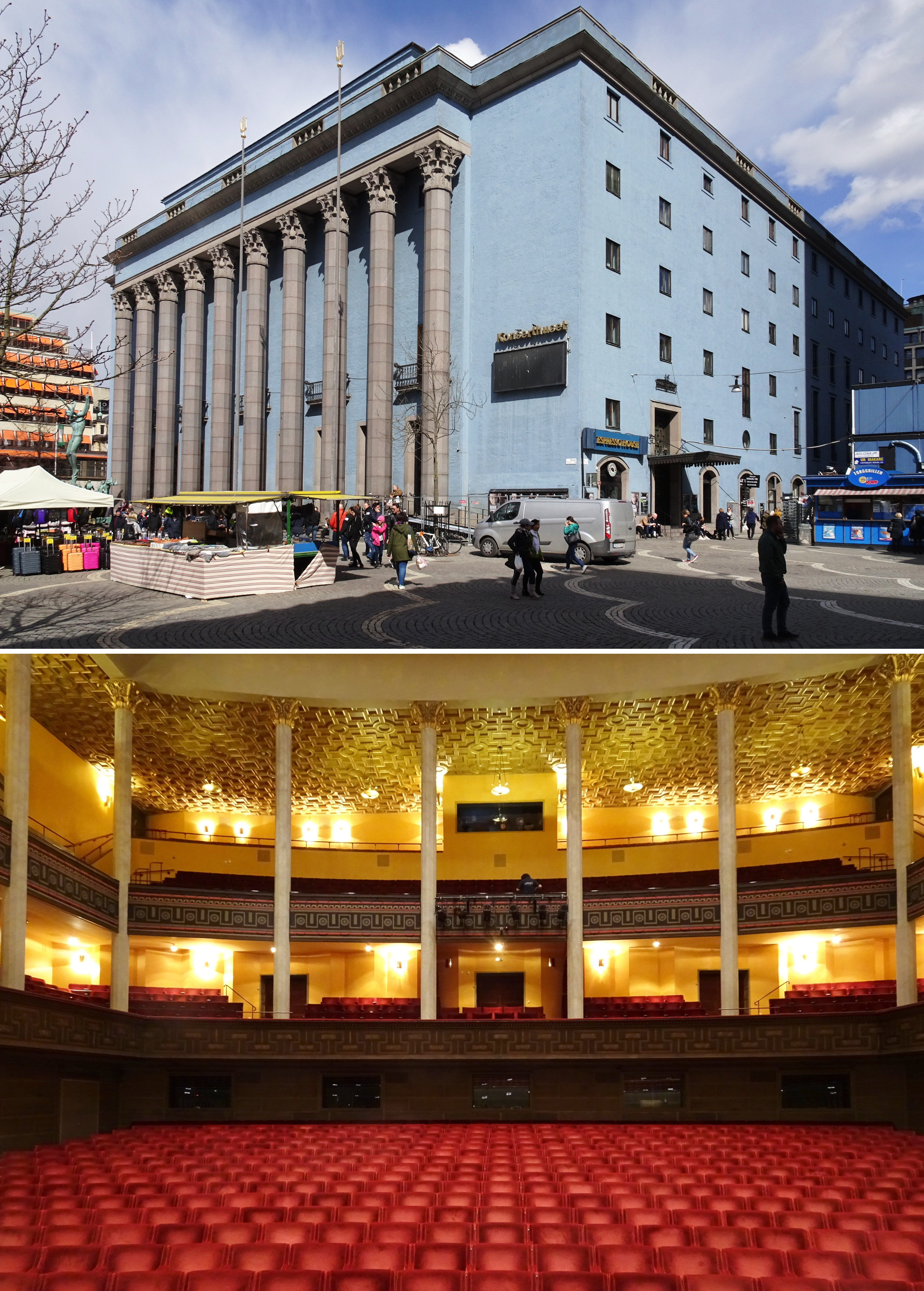
Stockholms Konserthus 2017

Das Konserthuset ist ein am Hötorget gelegenes Stockholmer Konzerthaus.
Es wurde zwischen 1924 und 1926 nach den Plänen von Ivar Tengbom gebaut und zählt zu den wichtigsten Gebäuden des Klassizismus in Schweden. Die für das Bauwerk charakteristischen grauen Granitsäulen stammen aus Steinbrüchen bei Vånevik. Die Säulen sind in Richtung Hötorget ausgerichtet anstatt zum heutigen Sveavägen, da diese Straße zum Zeitpunkt der Erbauung an der Kungsgatan abschloss.
Die Gestaltung der Innenräume stammt von den führenden Innenarchitekten und Künstlern der Zeit, unter anderem von Ewald Dahlskog und Isaac Grünewald. Die Architektur ist bei der jährlichen Verleihung des Nobelpreises im Konserthuset zu sehen. Vor dem Gebäude steht der Orfeusbrunnen von 1936 des Bildhauers Carl Milles. Die Fassaden des Konserthuset besitzen die damals charakteristische blaue Farbe der 1920er Jahre, die von Grünewald für das Gebäude ausgewählt wurde.
Stockholms Konserthuset ist die Spielstätte des Kungliga Filharmoniska Orkestern und wurde neben dem Spielbetrieb der Konzerte auch als Theater genutzt. Das so genannte Konserthusteatern wurde vom Regisseur Per Lindberg geleitet. Jedes Jahr am 10. Dezember werden im Konserthuset die Nobelpreise verliehen.
Der große Saal bietet 1782 Zuschauern und Zuhörern (Konzert, Theater, Oper, Kino) Platz.

## Orgeln

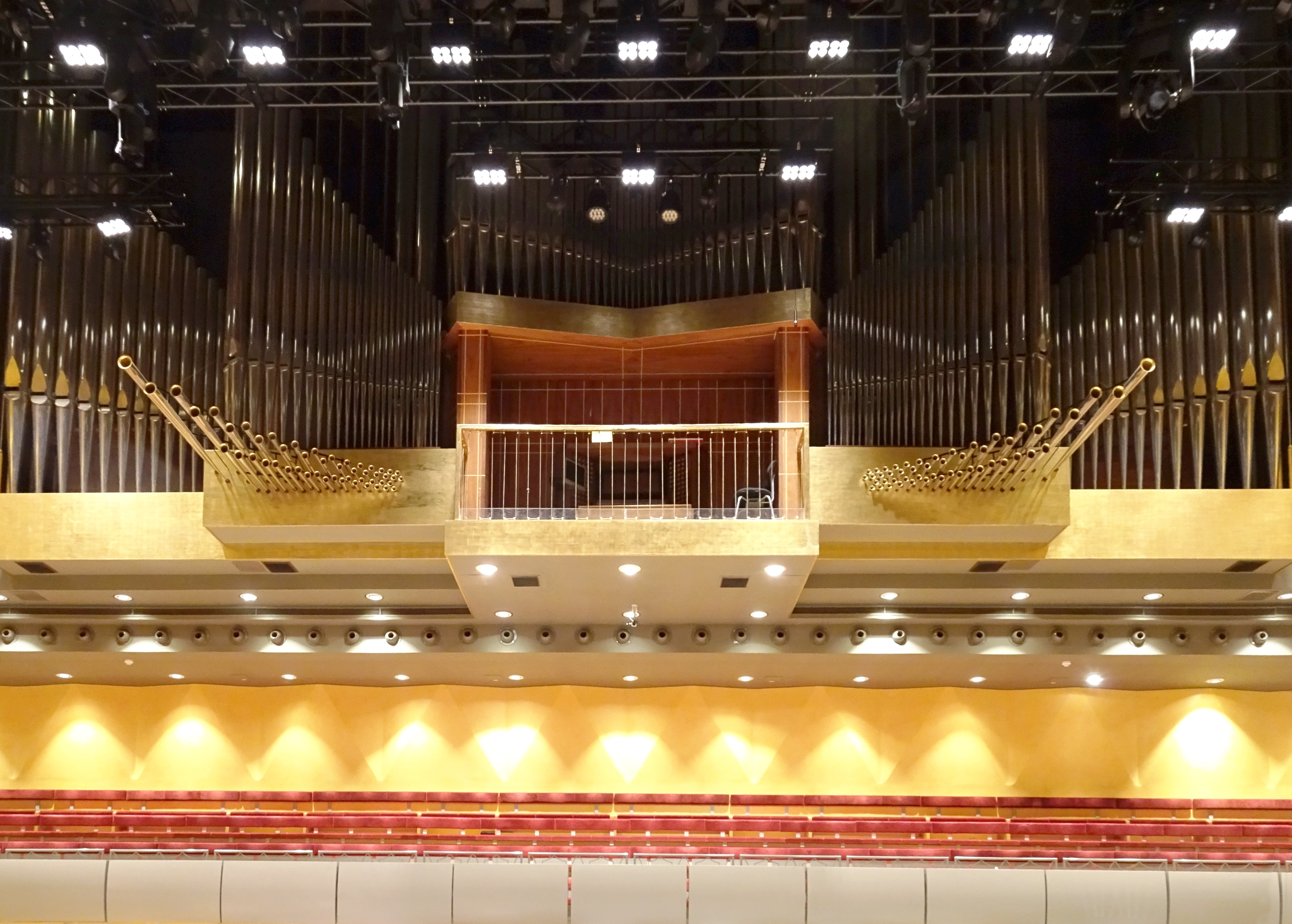
Blick auf die Orgel

Das Konzerthaus erhielt 1926 eine große Orgel der Firma Åkerman & Lund mit 91 Registern, die 1937–1939 von der Erbauerfirma umgebaut wurde. Im Zuge des Umbaus des Gebäudes wurde das Instrument 1970 demontiert. Die heutige Orgel in einem Gehäuse des Architekten Anders Tengbom wurde 1982 von der schwedischen Orgelbaufirma Grönlunds in Gammelstad erbaut. Das Instrument verfügt über 69 Register auf vier Manualwerken und Pedal mit insgesamt 6.100 Pfeifen. In dem Instrument wurde Pfeifenmaterial des Vorgängerinstrumentes wiederverwendet.
| I Positiv C–c4    |     |
| Principal         | 08′ |
| Gemshorn          | 08′ |
| Rohrflöte         | 08′ |
| Oktava            | 04′ |
| Flûte traversière | 04′ |
| Oktava            | 02′ |
| Sesquialtera II   |     |
| Mixtur V          |     |
| Cymbel II         |     |
| Dulcian           | 16′ |
| Cromorne          | 08′ |
| Tremulant         |     |

| II Hauptwerk C–c4    |        |
| Principal            | 16′    |
| Gedackt              | 16′    |
| Principal            | 08′    |
| Gedackt              | 08′    |
| Spitzflöte           | 08′    |
| Gamba                | 08′    |
| Quinta               | 5 1⁄3′ |
| Oktava               | 04′    |
| Hohlflöte            | 04′    |
| Quinta               | 2 ⁄3′  |
| Oktava               | 02′    |
| Mixtur VI–VIII       |        |
| Quintcymbel IV–V     |        |
| Grand Cornet V       |        |
| Trompette            | 16′    |
| Trompette            | 08′    |
| Trompette            | 04′    |
| Trompette en chamade | 08′    |
| Trompette en chamade | 04′    |

| III Crescendo-Werk C–c4 |        |
| Bourdon                 | 16′    |
| Principal               | 08′    |
| Bourdon                 | 08′    |
| Flûte harmonique        | 08′    |
| Violin                  | 08′    |
| Voix céleste            | 08′    |
| Oktava                  | 04′    |
| Flûte octaviante        | 04′    |
| Terz                    | 3 1⁄5′ |
| Nasat                   | 2 ⁄3′  |
| Piccolo                 | 02′    |
| Terz                    | 1 3⁄5′ |
| Sifflöte                | 01′    |
| Mixtur VI-VIII          |        |
| Terzcymbel III          |        |
| Bombarde                | 16′    |
| Trompette harmonique    | 08′    |
| Hautbois                | 08′    |
| Vox Humana              | 08′    |
| Clairon                 | 04′    |
| Tremulant               |        |

| IV Solowerk C–c4 |     |
| Gamba            | 08′ |
| Orchesterflöte   | 08′ |
| Tuba             | 08′ |
| Cornet V         |     |

| Pedalwerk C–g1 |     |
| Principal      | 32′ |
| Principal      | 16′ |
| Subbas         | 16′ |
| Violon         | 16′ |
| Oktava         | 08′ |
| Gedackt        | 08′ |
| Oktava         | 04′ |
| Blockflöte     | 04′ |
| Nachthorn      | 02′ |
| Mixtur VI–VII  |     |
| Cornet IV      |     |
| Contrabasun    | 32′ |
| Basun          | 16′ |
| Trompette      | 08′ |
| Trompette      | 04′ |

## Bilder

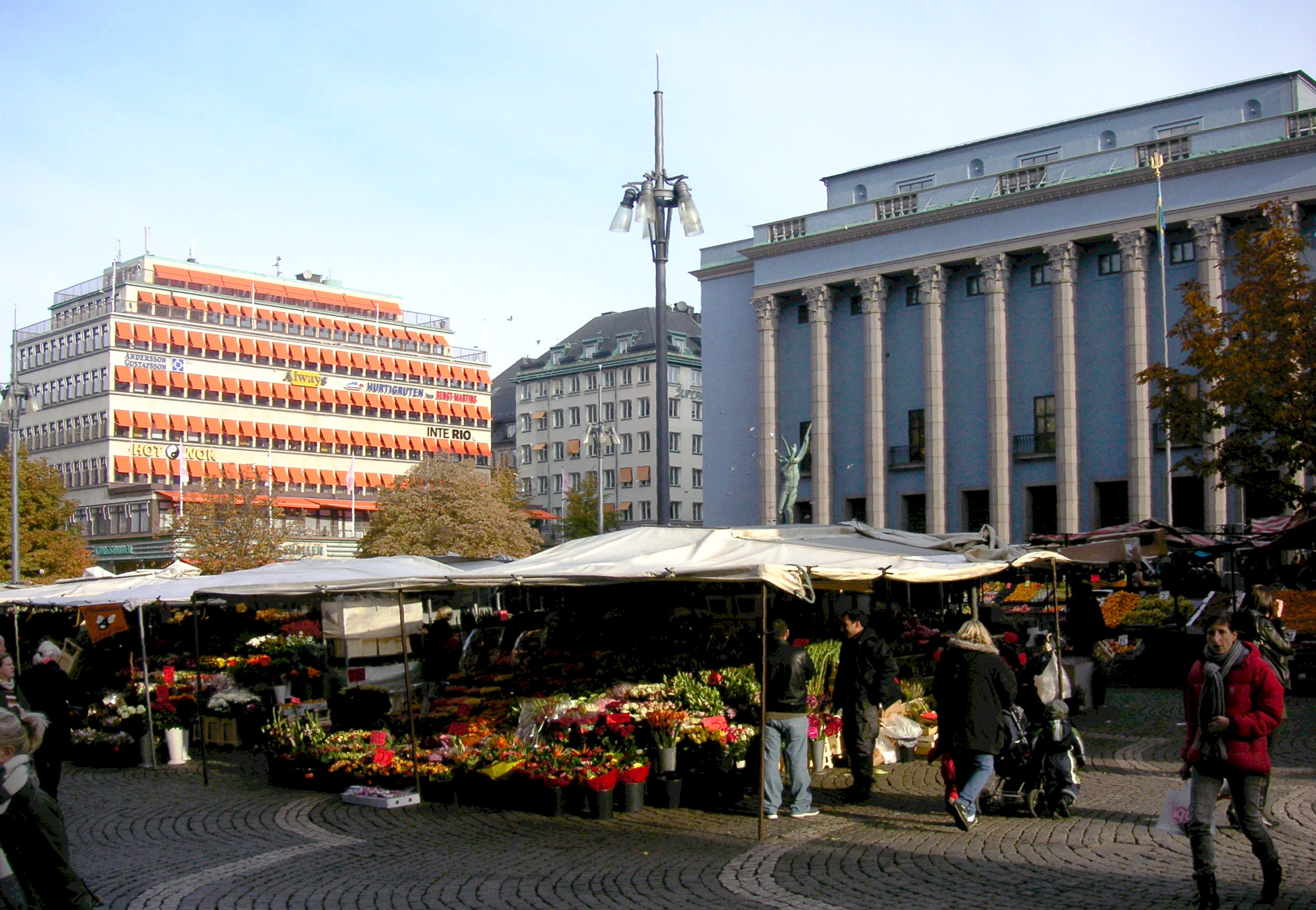
Konserthuset und Hötorget
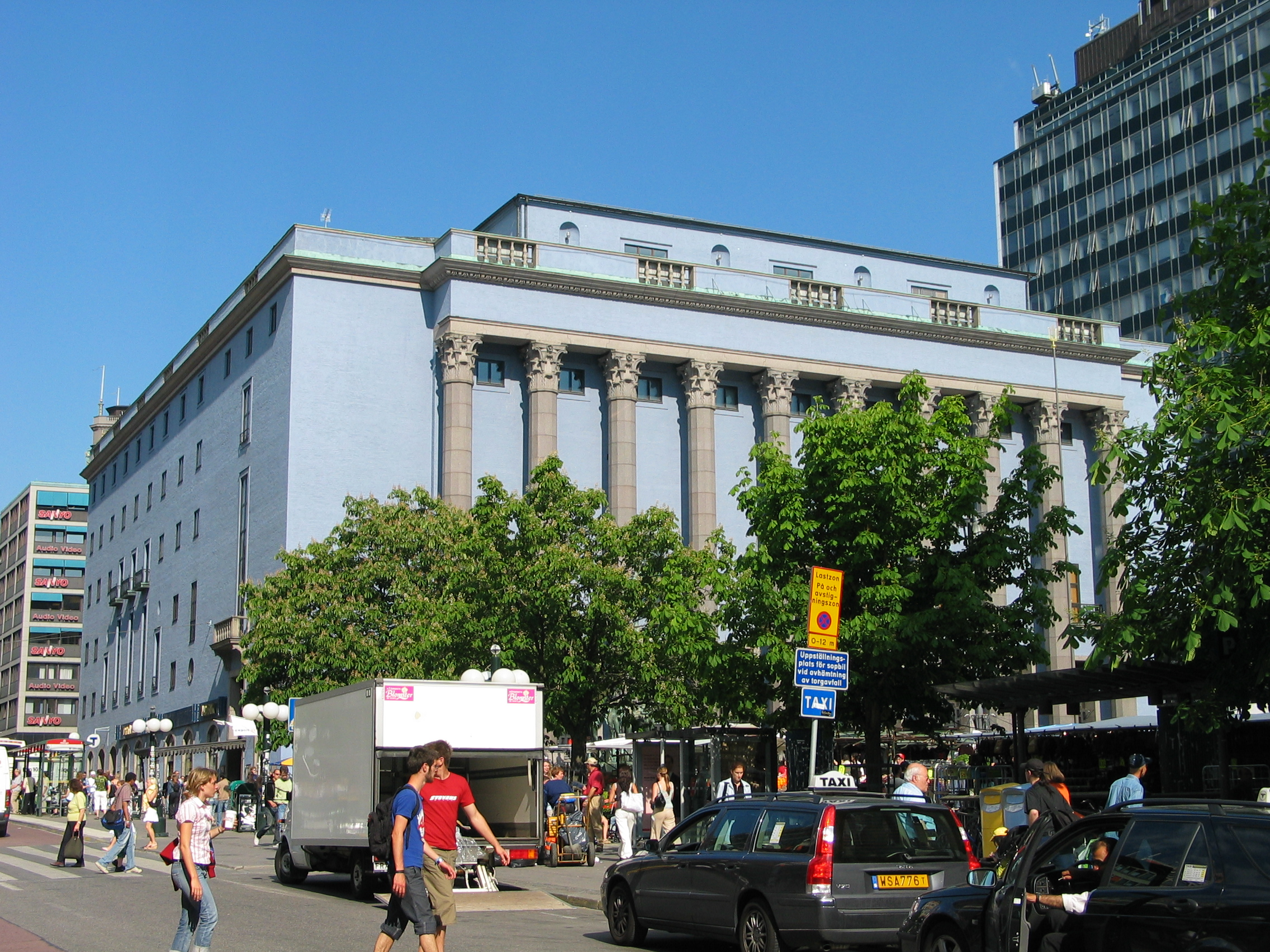
Konserthuset 2005
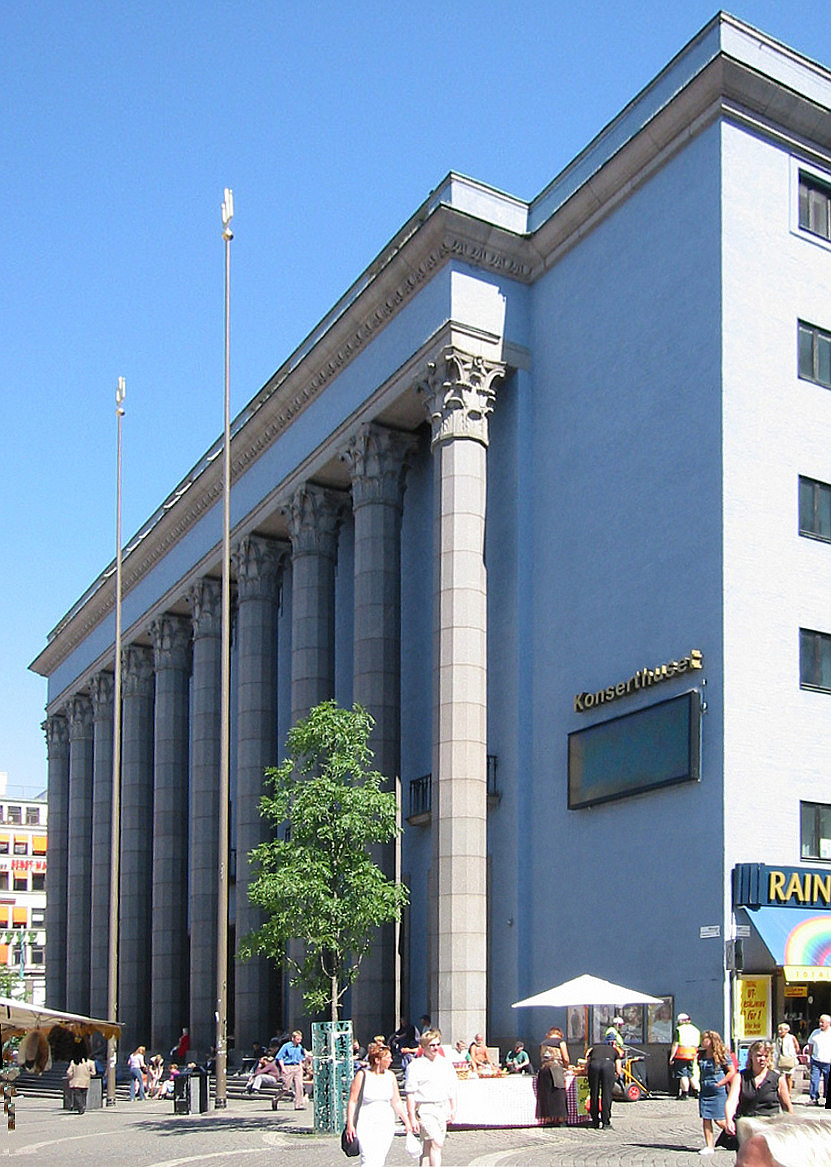
Stockholms Konserthus
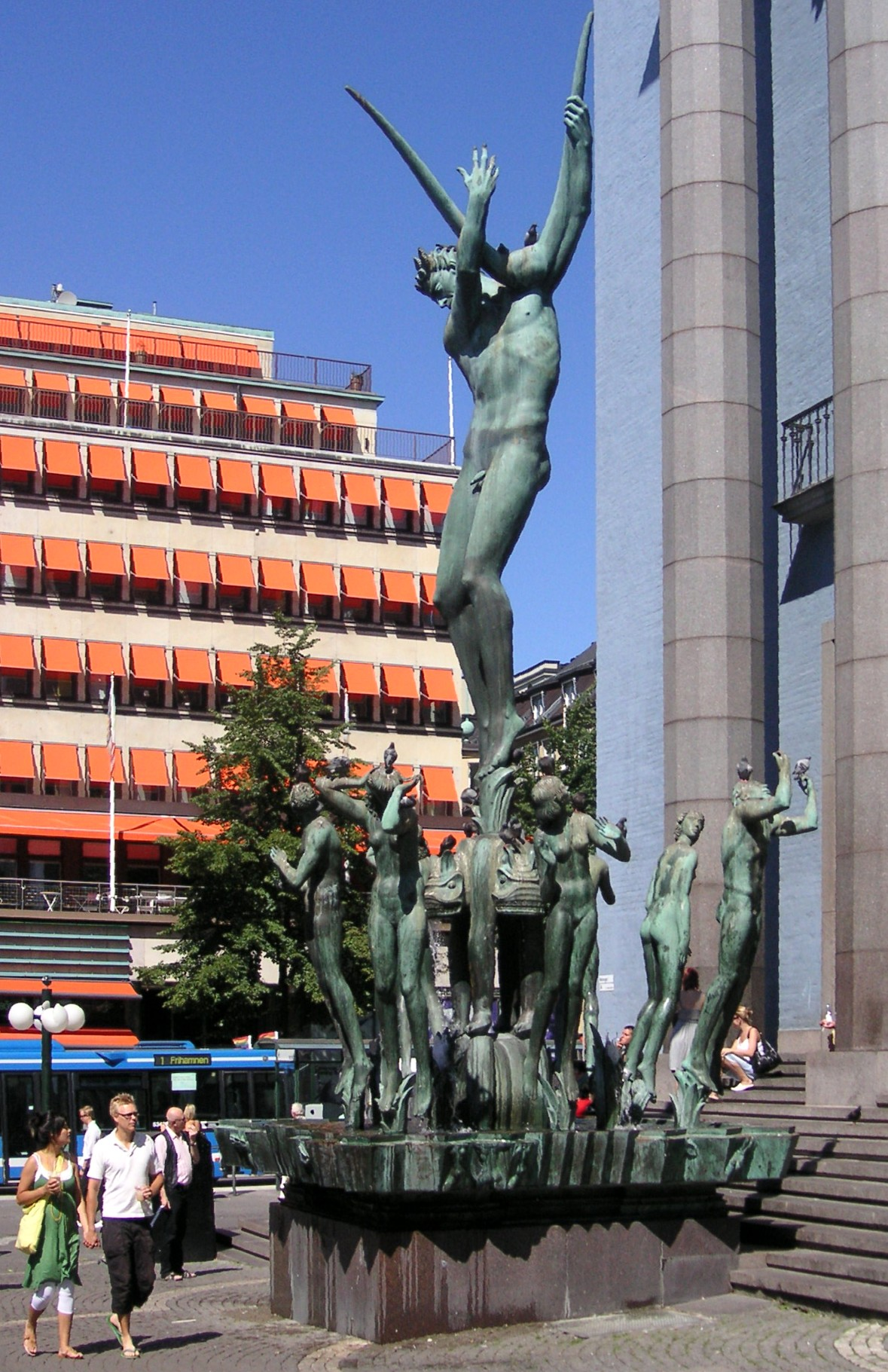
Der Orfeusbrunnen